# Trocundes
Flavius Appalius Illus Trocundes († 485) war ein oströmischer Heermeister (magister militum) isaurischer Herkunft, der in der Regierungszeit der Kaiser Zenon und Basiliskos eine wichtige Rolle spielte.
Trocundes unterstützte zusammen mit seinem Bruder Illus die Revolte des Basiliskos gegen Zenon, der im Januar 475 aus Konstantinopel in seine isaurische Heimat floh. Illus und Trocundes führten, wohl weil sie bereits militärisch erfahren und außerdem mit dem Land vertraut waren, den Feldzug gegen Zenon in Isaurien an. Zenon hatte sich in der Festung Shide (jetzt Izvit) bei Germanopolis verschanzt, und den Brüdern gelang es nicht, diese einzunehmen. Der Feldzug zog sich von 475 bis 476 hin. 
Laut Theophanes wechselten die Brüder dann aber Anfang 476 die Seiten und ermöglichten Zenon die Rückkehr aus dem Exil. Von Zenon 479 als Nachfolger des Theoderich Strabo zum magister militum praesentalis und patricius ernannt, war Trocundes maßgeblich an der Niederschlagung des Usurpators Marcianus und dessen Inhaftierung in Isaurien beteiligt. 482 bekleidete er das Konsulat. Als Illus sich 484 gegen Zenon erhob und Leontius zum Gegenkaiser ausrief, schloss sich auch Trocundes dem Aufstand an. Bei einem Versuch, die in der isaurischen Bergfestung Papyrios eingeschlossenen Rebellen zu entsetzen, wurde er von Johannes Skytha gefangen genommen und getötet.